# فيرخيس
بلدية فيرخيس (بالإسبانية: Verges) هي بلدية تقع في مقاطعة جرندة التابعة لمنطقة كتالونيا شمال شرق إسبانيا.

## الديموغرافيا
بلغ عدد سكان بلدية فيرخيس 1.207 نسمة عام 2011 (وفقاً للمعهد الوطني الإسباني للإحصاء).
| 1.090 | 1.126 | 1.139 | 1.173 | 1.175 | 1.162 | 1.207 |

## أعلام
- فرانسيسك كامبو